# Zahltag (Kurzgeschichte)
Zahltag (englischer Originaltitel Paycheck) ist eine Kurzgeschichte des US-amerikanischen Science-Fiction-Autors Philip K. Dick. Sie erschien zunächst in der Zeitschrift Imagination im Jahr 1953 und wurde in zahlreiche Kurzgeschichtensammlungen aufgenommen. Zahltag zählt zu den Klassikern von Dick und diente als Vorlage für den im Original gleichnamigen Film Paycheck – Die Abrechnung aus dem Jahr 2003.

## Inhalt
Ingenieur Jennings kehrt von einem zweijährigen Auftrag für die Firma Rethrick Constructions nach Hause zurück. Er weiß allerdings nicht, was er in dieser Zeit getan hat. Grundlage der Vertragsvereinbarung war, dass die zwei Jahre aus seinem Gedächtnis gelöscht werden. In der Firmenzentrale erwartet er den Lohn, muss aber erkennen, dass er sich während seiner Arbeitszeit wohl anders entschieden hat. Anstelle des Geldes erhält er von Sekretärin Kelly nur ein Säckchen mit sieben kleinen Gegenständen: Ein Codeschlüssel, ein Ticketrest, ein Paketzettel, feinen Draht, ein in die Hälfte gebrochener Pokerchip, ein Stück grünes Tuch und ein Busticket.
Gleich nach seinem Verlassen des Firmengebäudes nimmt ihn die Sicherheitspolizei fest. Sie will herausbekommen, was Jennings in den zwei Jahren getan hat und wo er sich aufgehalten hat. Jennings weiß darüber aber nichts. Ihm gelingt die Flucht aus dem Polizeiwagen mit Hilfe des Drahts. Im Straßenverkehr rettet er sich vor den Verfolgern in einem Bus. Dort hilft ihm das Busticket aus dem Säckchen, um vom Roboterschaffner als Passagier akzeptiert zu werden.
Jennings will nun selbst herausfinden, wo er war und was er für Rethrick Constructions gemacht hat. Er erkennt, dass er für die Firma ein Gerät gebaut hat, mit dem man in die Zukunft blicken (einen so genannten Zeitspiegel) und Gegenstände aus der Zukunft in die Gegenwart holen (eine Zeitschaufel) kann. Die Dinge aus dem Säckchen sind solche Gegenstände aus der Zukunft. Während seiner Zeit bei Rethrick hat er sich selbst diese Gegenstände aus der Zukunft besorgt, um seine Handlungen nach Ausscheiden aus der Firma zu planen. In der Gegenwart weiß er allerdings aufgrund seines gelöschten Gedächtnisses nicht, wann die Gegenstände zum Einsatz kommen.
Jennings findet das Versteck von Rethrick, eine bewachte Anlage in Iowa. Es gelingt ihm, mit Hilfe der Gegenstände in die Anlage einzudringen und die Geräte zu fotografieren. Mit den Bildern will er Rethrick erpressen, ihn zum Teilhaber zu machen. Jennings fühlt sich in der von der Geheimpolizei dominierten Gesellschaft nicht sicher und wohl, daher will er in eines der Unternehmen einsteigen. Wirtschaftsunternehmen sind nämlich Bereiche, auf die die Geheimpolizei keinen Einfluss hat. Jennings will allerdings nicht als Ingenieur zu Rethrick zurück, sondern mit an die Firmenspitze.
Damit die Fotos der Sicherheitspolizei nicht in die Hände fallen, übergibt Jennings die Papiere an Kelly zur Verwahrung. Im Gespräch mit Rethrick offenbart dieser den Sinn seiner Geheimorganisation: Rethrick Corporations will die einfachen Menschen unterstützen, wenn diese einmal gegen die Sicherheitspolizei rebellieren. Eine Teilhabe von Jennings scheidet für ihn aus, da das Unternehmen nur in seiner Familie liegen soll. Da Kelly sich als Tochter von Rethrick entpuppt, fehlen Jennings die Fotos, um sein Vorhaben durchzusetzen. Doch Jennings hat noch einen Gegenstand als Trumpf: Einen Belegzettel für eine Paketaufgabe, wo sich vermutlich die Fotos befinden. Er zeigt diesen Kelly, die denselben Zettel aus der Tasche zieht. In diesem Moment vibriert der Raum, und aus dem Nichts entwindet ein zu einer Zeitschaufel gehörender Greifarm Kelly den Zettel. Nun hat nur Jennings den Beleg und damit Zugriff auf die Fotos. Rethrick und Kelly kommen überein, dass Jennings Teilhaber werden kann. Da Kelly und Jennings einander zugeneigt sind, könnte alles in der Familie bleiben.

## Bibliographie
- Philip K. Dick: Zahltag. In: Sämtliche 118 SF-Geschichten, Bd. 1: Und jenseits – das Wobb. Aus dem Amerikanischen von Walter Grossbein. Haffmans Verlag bei Zweitausendeins, Frankfurt 2008, 3. Aufl. 2014, ISBN 978-3-86150-803-8, S. 444–493
- Liste aller Ausgaben des Originals sowie der Übersetzungen in andere Sprachen in der Internet Speculative Fiction Database